# Бриз

A: Морской бриз (дневной),
B: Береговой бриз (ночной)

Бриз (фр. brise — «легкий ветер») — местный ветер с суточной периодичностью. Бриз дует на побережье морей и больших озёр. Направление бриза меняется дважды в сутки: дневной (или морской) бриз дует с моря на разогретое дневными лучами Солнца побережье. Ночной (или береговой) бриз имеет обратное направление.

## Общая характеристика
Скорость бриза небольшая, и составляет 1—5 м/с, редко больше. Бриз заметен только в условиях слабого общего переноса воздуха, как правило в тропиках, а в средних широтах — в устойчивую безветренную погоду, в антициклональных условиях. Вертикальная высота (мощность) воздушного слоя — днем до 1—2 км, ночью — несколько меньше. На большей высоте наблюдается обратное течение — антибриз. Бризовая циркуляция затрагивает области побережья и моря шириной 10—50 км. Морской бриз понижает температуру воздуха в дневное время и делает воздух более влажным. Бриз чаще бывает летом, когда разница температур между сушей и водоёмом достигает наибольших значений.
Область действия бриза на суше и в море крайне редко больше 40 км.

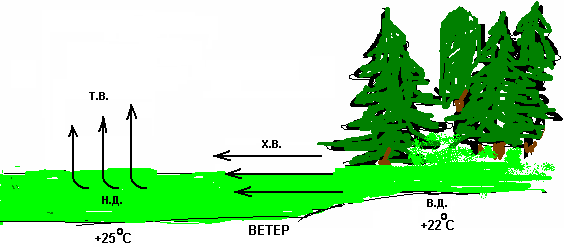
Схема дневного бриза от леса к полю

Помимо морского (берегового) бриза, бризом может называться ветер между лесом и полем. Днём поле прогревается быстрее, чем лес, и давление над полем падает, начинает дуть бриз из леса на поле. Поднявшийся воздух течёт к лесу, где опускается, замыкая циркуляцию. Ночью поле быстро охлаждается, давление над ним повышается и бриз дует из поля в лес. Там воздух поднимается и течёт к полю, а затем опускается.
Здесь роль «воды» играет остывающий лес, а «суши» — поле. Так как лес более влажный и медленно прогревается и остывает.
У песчаных, скалистых, безлесных берегов бриз сильнее, чем у болотистых и лесистых.

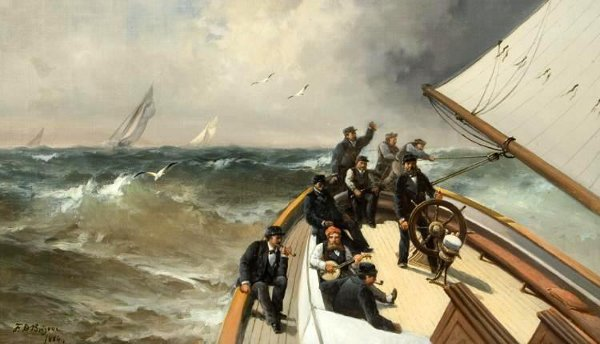
Бриз. Франклин Бриско, около 1903
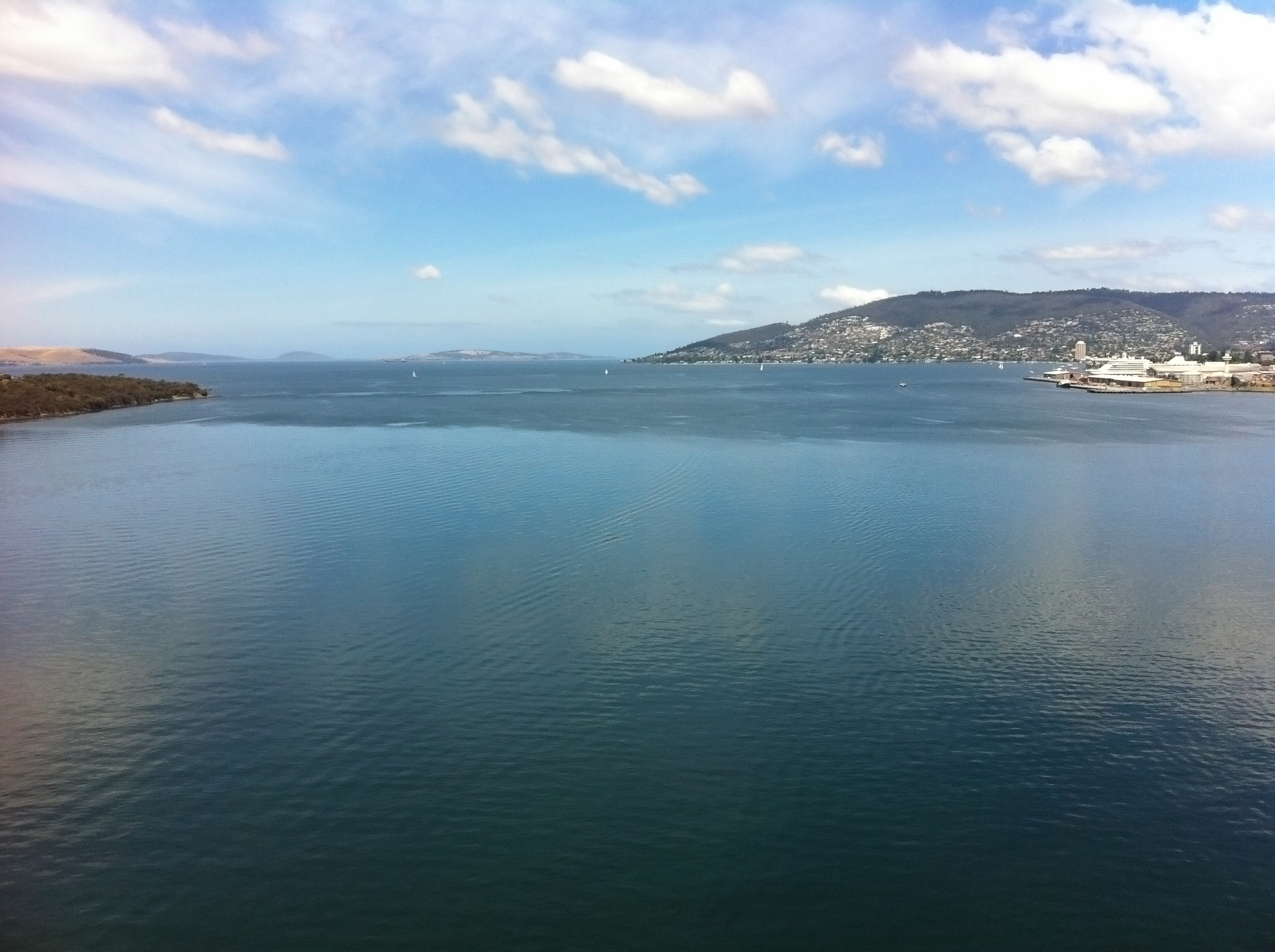
Бриз в Хобарте (к наблюдателю)
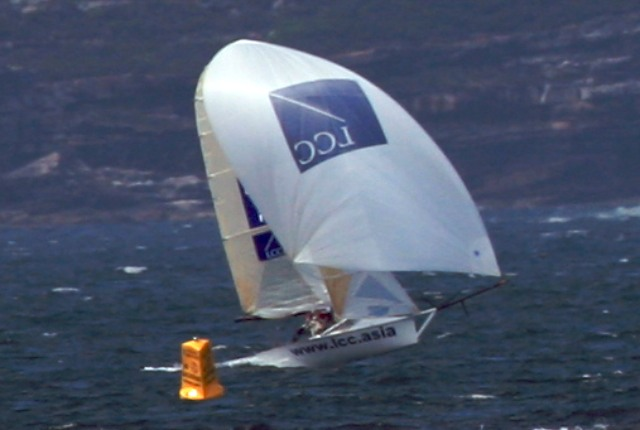
Парусный скиф на полуденном бризе